# Носа-Сеньора-ди-Машеди
Носа-Сеньора-ди-Машеди (порт.  Nossa Senhora de Machede) — фрегезия (район) в муниципалитете Эвора  округа Эвора в Португалии. Территория — 185,34 км². Население — 1180 жителей. Плотность населения — 6,4 чел/км².